# 馬克薩斯島紫胸魚
馬克薩斯島紫胸魚，為輻鰭魚綱鱸形目隆頭魚亞目隆頭魚科的其中一種，分布於太平洋的斐濟、諾福克島、馬克薩斯群島海域，棲息深度0-10公尺，體長可達8.5公分，棲息在礁石區，生活習性不明。

## 擴展閱讀
維基物種上的相關：馬克薩斯島紫胸魚